# Gos sense pèl del Perú
El gos sense pèl del Perú, gos peruà sense pèl, Viringo o gos calato és una raça de gos sense pèl originària del Perú, a més ha estat reconegut oficialment com a patrimoni nacional, ja que és l'única raça peruana. Normalment s'empra com animal de companyia, encara que oficialment, segons la Federació Cinològica Internacional (FCI), es troba classificat en el grup V, tipus Spitz, com a gos atlètic i àgil ideal per carreres.

## Origen
Hi ha diverses teories sobre l'origen o història del gos sense pèl del Perú, alguns sostenen que va arribar a aquest país després de l'emigració de l'home des d'Àsia fins continent americà a través de l'estret de Bering. Per a altres, aquest animal va ser introduït gràcies a colons d'origen xinès que es van assentar en territori peruà. Finalment hi ha qui defensa el seu origen en els gossos africans introduïts a Amèrica per nòmades africans.
Sigui com sigui el seu origen exacte, cal destacar que el gos sense pèl del Perú té una història molt remota, ja que compta amb uns avantpassats molt llunyans en el temps; prova d'això són les nombroses representacions que apareixen estampades en molts objectes arqueològics: atuells, instruments musicals, figures ornamentals, braçalets, cinturons, etc. Representacions artístiques pertanyents a cultures pre-inques compreses entre l'any 500 aC a 1450 dc: vicus, chavín, mochica, wari, chimú o chancay.
En la història de la cultura Inca, aquests gossos van exercir un paper important des del punt de vista dels seus costums socials, fins i tot participaven en actes cerimonials. Existia la creença que el viringo color negre servia de guia per portar les ànimes dels difunts al seu bon estatge. Molts exemplars eren exterminats, ja que els cadàvers s'aprofitaven per a usos medicinals, per exemple, beure sang calenta alleujava l'asma, els sexes del gos feien curar tumors cerebrals, etc.
Amb la conquesta espanyola es van importar a la Península alguns exemplars de gossos sense pèl del Perú, fins i tot van aparèixer reflectits en manuscrits de l'època, descripcions detallades sobre aquest singular animal.

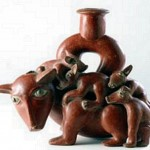
Figura sobre l'origen peruà del Viringo.

Amb posterioritat, la conservació de la raça es deu a la gent del camp, que l'utilitzaven amb finalitats terapèutiques, doncs pel que sembla, el contacte gos-humà feia alleujar algunes malalties, com ara el reumatisme, ja que és una font de calor aprofitable similar a la utilització d'una bossa d'aigua calenta.
No és menys cert que el gos sense pèl del Perú també va viure moments de declivis, de fet va estar a punt d'extingir-se principalment per l'arribada al Perú de races canines occidentals; la gent urbana preferia noves races, emplaçant al gos sense pèl que veien com un animal sense atractiu. A més, en algunes regions hi havia el costum de menjar gos, de manera que la població va minvar considerablement.

## Característiques
El gos sense pèl peruà és considerada una raça prima, d'ossos lleugers i elegant que simbolitza la fascinació humana pel poc comú.

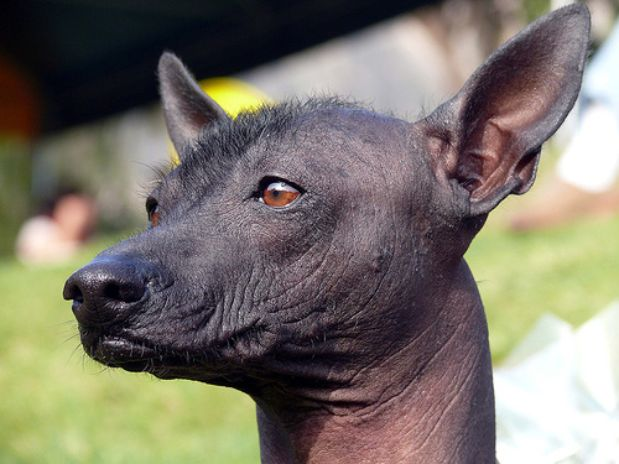
Rostre típic d'un gos peruà sense pèl.

- Ulls: de grandària mitjana i un color que varia del negre, passant per castany fosc i tons que descendeixen fins al groc, que tendeixen a aclucar quan hi ha molta llum, per la seva hipersensibilitat.
- Cap: té forma de diamant, amb la part superior plana, ortoide, per la seva classificació en forma Posseeix plans paral·lels, molt similar a la del llop.
- Llavis: gruixuts i arrugats
- Orelles: erectes quan presta atenció i enganxades cap enrere en repòs; són mitjanament llargues i de forma triangular, amples a la base i estretes en la punta, i en algun cas presenten flocs de pèl.
- Nas: també anomenada tòfona, és prominent, i vista de perfil està més endavant que el musell.
- Coll: de la mateixa llargària que el cap, flexible i de bona musculatura.
- Pit: ampli, descendeix fins al colze i les seves costelles són una mica arquejades.
- Cua: gruixuda a la base i fina a la punta; erecta en acció i penjoll en repòs, encara que algunes vegades està ficada cap al ventre; alguns posseeixen pèls a la punta de la cua.
- Potes: de músculs arrodonits i elàstics; amb coixinets forts i resistents a la calor; les ungles són negres en exemplars foscos, en la resta són més clares.
- Moviment: es desplacen amb pas curt i ràpid, esmorteït i flexible. Desenvolupa velocitats de fins a 60 km / hi pot saltar 2 m d'alt.
- Pell: llisa, elàstica, bastant gruixuda i forta. L'absència de pèls fa que la calor emani en forma directa, a diferència dels peluts, la calor es dissipa per ventilació natural. No obstant això, corre el risc de contraure insolació, per la seva exposició directa al sol, el que al seu torn varia la tonalitat de la seva pell. Durant l'estiu es bronzegen i a l'hivern perden color.

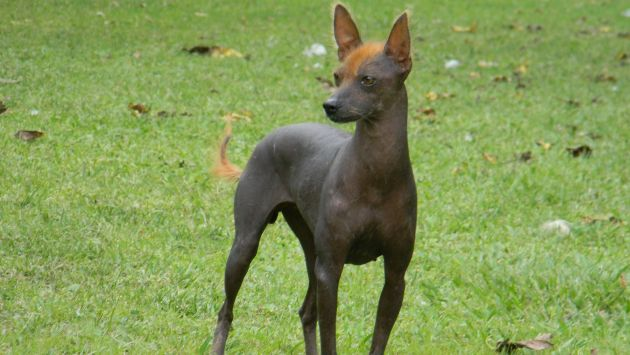
Presència de pèl sobre el cap del gos peruà

- Pelatge: presenta vestigis de pèls al cap, extremitats i cua, i poques vegades al dors. Els colors van de tons negres, grisos i marrons en gradient cap al ros clar.
- Temperatura: la temperatura del seu cos té tres graus més que la dels éssers humans, a causa que la seva falta de pèl l'obliga a augmentar la seva temperatura corporal per compensar la pèrdua de calor a través de la pell nua.
- Temperament: són animals summament amorosos, entusiastes i juganers ; adoren córrer i són molt intel·ligents.
- Talla: Hi ha tres tipus de races segons la seva talla:
  - Petit : de 25 a 40 cm
  - Mitjà : de 40 a 50 cm
  - Gran: de 50 a 65 cm
- Pes: El pes està en relació amb les tres mides per als mascles i per a les femelles.
  - Petit : de 4 a 8 kg
  - Mitjà : de 8 a 12 kg
  - Gran: de 12 a 25 kg
- Exemplars: Es troben exemplars de color negre pissarra amb pèl negre, negre blavós amb pèl ros, i marró amb pèl castany. Hi ha exemplars de color sencer (color que oscil·la entre els mostrats en les fotos, i el negre) i hi ha altres que presenten taques blanques o rosades, principalment a la cara i al pit.

## Problemes de salut i malalties
Aquesta raça és propensa a patir malalties i problemes dentals, oculars i cutanis, tots els quals requereixen una atenció veterinària. L'absència de pèl en els gossos és un accident genètic, sense la protecció física i l'aïllament dels cabells, els gossos són més propensos a les malalties.

## Cures

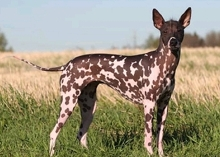
Taques sobre la pell del gos peruà

El fet que aquesta raça no tingui pèl no vol dir que la seva pell no requereixi cap cura, més aviat tot el contrari. La pell del gos peruà sense pèl ha de ser protegida del sol tot el que sigui possible. El millor és utilitzar un bon protector solar si el gos ha d'estar exposat a sol. Els amos que exposen els seus gossos a competicions els renten regularment amb cremes i productes exfoliants destinats al consum humà per eliminar la pell morta i mantenir-la suau, però si no participen en exposicions, el millor és que no suavitzem la pell amb aquests productes .
És molt important mantenir la pell del gos llisa, suau i hidratada per evitar que s'assequi. El més recomanable és utilitzar una loció, una crema o una mica d'oli. Cal banyar el gos regularment amb un sabó suau. La pell del gos sense pèl peruà és molt fràgil i susceptible a les cremades solars, a la irritació per sequedat i a les al·lèrgies a altres gossos, i als gats entre d'altres.
Aquest gos és una raça molt neta, sense olor i sense el perill de les puces. El gos nu peruà és ideal per a les persones al·lèrgiques, ja que evidentment no deixen anar res de pèl i els exemplars poc comuns que tenen pèl no ho deixen anar i només requereixen un raspallat regular.